# آندریاس اشمیت (بازیکن فوتبال)
آندریاس اشمیت (انگلیسی: Andreas Schmidt؛ زادهٔ ۱۴ سپتامبر ۱۹۷۳) بازیکن فوتبال اهل آلمان است.
از باشگاه‌هایی که در آن بازی کرده‌است می‌توان به باشگاه فوتبال هرتابرلین اشاره کرد.
وی همچنین در تیم‌های ملی فوتبال زیر ۲۱ سال آلمان و Germany national football B team بازی کرده‌است.